# Coeficiente de sustentación
En dinámica de fluidos, el coeficiente de sustentación (CL) es una cantidad adimensional que relaciona la sustentación generada por un cuerpo sustentador con la densidad del fluido alrededor del cuerpo, la velocidad del fluido y un área de referencia asociada. Un cuerpo elevador es una lámina o un cuerpo completo portador de una lámina, como un avión de ala fija. CL es función del ángulo del cuerpo respecto al flujo, de su número de Reynolds y de su número de Mach. El coeficiente de sustentación de la sección cl se refiere a las características de sustentación dinámica de una sección de lámina bidimensional, con el área de referencia sustituida por la cuerda de la lámina.

## Definiciones
El coeficiente de sustentación C L de un ala se define por
{\displaystyle C_{\mathrm {L} }\equiv {\frac {L}{q\,S}}={\frac {L}{{\frac {1}{2}}\rho u^{2}\,S}}={\frac {2L}{\rho u^{2}S}}} ,
donde 
{\displaystyle L\,} es la sustentación, {\displaystyle S\,} es la superficie alar y {\displaystyle q\,} es la presión dinámica del fluido, a su vez ligada a la densidad del fluido {\displaystyle \rho \,}, y a la velocidad de flujo {\displaystyle u\,}. La elección de la superficie de referencia debe especificarse, ya que es arbitraria. Por ejemplo, para perfiles cilíndricos (la extrusión 3D de un perfil aerodinámico en la dirección de la luz) siempre está orientada en la dirección de la luz, pero mientras que en aerodinámica y teoría de perfiles aerodinámicos delgados el segundo eje que genera la superficie es comúnmente la dirección de la cuerda:
{\displaystyle S_{aer}\equiv c\,s}
resultando un coeficiente:
{\displaystyle C_{\mathrm {L} ,\,aer}\equiv {\frac {L}{q\,c\,s}},}
mientras que para los perfiles aerodinámicos gruesos y en dinámica marina, el segundo eje se toma a veces en la dirección del espesor:
{\displaystyle S_{mar}=t\,s}
resultando un coeficiente diferente:
{\displaystyle C_{\mathrm {L} ,\,mar}\equiv {\frac {L}{q\,t\,s}}}
La relación entre estos dos coeficientes es la relación de espesores:
{\displaystyle C_{\mathrm {L} ,\,mar}\equiv {\frac {c}{t}}C_{\mathrm {L} ,\,aer}}
El coeficiente de sustentación puede aproximarse mediante la Teoría de la línea de sustentación de Prandtl. calculado numéricamente o medido en una prueba de túnel de viento de una configuración completa de aeronave.